# Jewgeni Alexandrowitsch Majorow
Jewgeni Alexandrowitsch Majorow (russisch Евгений Александрович Майоров; * 11. Februar 1938 in Moskau; † 10. Dezember 1997 ebenda) war ein russischer Eishockeyspieler (Stürmer). Er war der Zwillingsbruder von Boris Majorow.

## Karriere
Majorow war der erste sowjetische Spieler, der in Finnland spielte. Seine Zeit in der russischen Liga verbrachte er bei HC Spartak Moskau, bis er in der Saison 1968/69 für 15 Spiele zu Vehmaisten Urheilijat in die finnische SM-liiga wechselte. Insgesamt erzielte er 122 Tore in 260 Spielen in der sowjetischen Liga.
Schon früh wurde er in das Team der sowjetischen Eishockeynationalmannschaft berufen. Am 25. November 1960 stand er in einem Spiel gegen Kanada zum ersten Mal für die Sbornaja auf dem Eis. Seine internationale Karriere wurde mit der Goldmedaille bei den Olympischen Winterspielen 1964 gekrönt. Für die Nationalmannschaft erzielte er 20 Tore in 42 Länderspielen. Er wurde ein Mal mit seiner Mannschaft Weltmeister (1963). 1963 wurde er in die „Russische Hockey Hall of Fame“ aufgenommen. Am 28. Februar 1965 bestritt er sein letztes Länderspiel.
Später (1976) wurde er Journalist und kommentierte viele Eishockeyspiele für die Sowjetunion und Russland.